# Belloy-Saint-Léonard
Belloy-Saint-Léonard – miejscowość i gmina we Francji, w regionie Hauts-de-France, w departamencie Somma.
Według danych na rok 2011 gminę zamieszkiwało 88 osób, a gęstość zaludnienia wynosiła 13 osób/km² (wśród 2293 gmin Pikardii Belloy-Saint-Léonard plasuje się na 900. miejscu pod względem liczby ludności, natomiast pod względem powierzchni na miejscu 737.).